# Palácio de St. James
O Palácio de São Jaime, ou Palácio de St. James, é um dos mais antigos palácios da Inglaterra. Está situado no Pall Mall, a Norte do St. James's Park, em Londres. Embora não seja atualmente a residência principal do monarca britânico, o palácio ainda abriga as reuniões cerimoniais do Conselho de Adesão e o gabinete do Marechal do Corpo Diplomático, além de servir de residência oficial de de vários membros da família real.
Construído por iniciativa de Henrique VIII na década de 1530 no lugar de um antigo hospital de leprosos dedicado a São Tiago Menor, o palácio era secundário em importância ao Palácio de Whitehall para a maioria dos monarcas das dinastias Tudor e Stuart. O palácio gozou de grande importância durante os reinados dos primeiros monarcas hanoverianos, mas foi substituído pelo Palácio de Buckingham entre o final do século XVIII e início do século XIX. Depois de décadas sendo usado cada vez mais apenas para ocasiões formais, a mudança de residência oficial foi formalizada pela Rainha Vitória em 1837. Hoje, o Palácio de St. James abriga vários gabinetes do governo, sedes de sociedades e coleções de arte. Todos os embaixadores e altos comissários no Reino Unido ainda são credenciados à Corte de São Jaime, instalada em suas dependências. A Capela Real do palácio ainda é usada para serviços religiosos da família real britânica.
Construído principalmente entre 1531 e 1536 em tijolos vermelhos, a arquitetura do palácio é principalmente de estilo Tudor. Um incêndio em 1809 destruiu partes da estrutura, incluindo os aposentos privados do monarca, que nunca foram substituídos. Alguns interiores do século XVII sobreviveram ao tempo, mas a maioria foi remodelada no século XIX.

## História

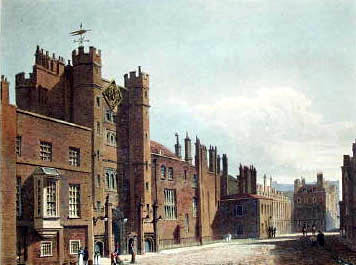
O Palácio em 1819.

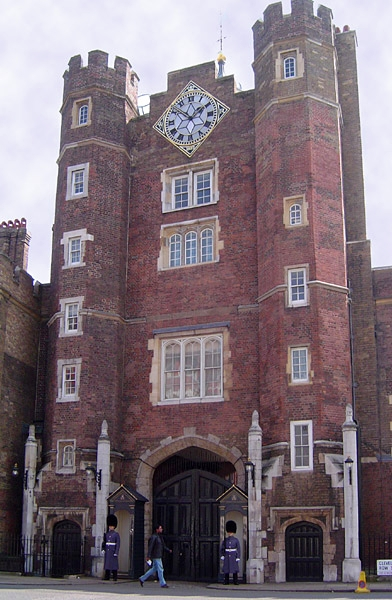
A entrada do Palácio, que se mantém intacta desde a edificação por Henrique VIII.

O palácio foi construído em 1530 por Henrique VIII, no terreno do antigo hospital para leprosos dedicado a Saint James (do qual o palácio e o parque vizinho tomaram o nome); o hospital foi dispensado em 1532. O novo palácio, secundário em relação ao interesse que Henrique VIII dispensava ao Palácio de Whitehall, foi construído em estilo Tudor com tijolos avermelhados, em volta de quatro pátios: a sua portaria sobrevive na face Norte, flanqueada por torretas poligonais.
Tornou-se a principal residência da Monarquia Britânica em 1698, quando o Palácio de Whitehall foi destruído num incêndio, além de tornar-se o centro administrativo da monarquia (papel que ainda exerce hoje). Maria I morreu nesse palácio e o seu coração foi enterrado na Capela Real. Diz-se que Isabel I terá passado a noite ali, enquanto esperava que a Armada Invencível atravessasse o canal. Carlos I teve um sono menos sadio - teve no Palácio de São Jaime a sua última cama antes de ser executado. Oliver Cromwell tomou-o, então, e usou-o como aquartelamento durante o período da Comunidade Britânica. Mais tarde foi restaurado por Carlos II (filho de Carlos I), que esboçou, igualmente, o Parque de São Jaime.

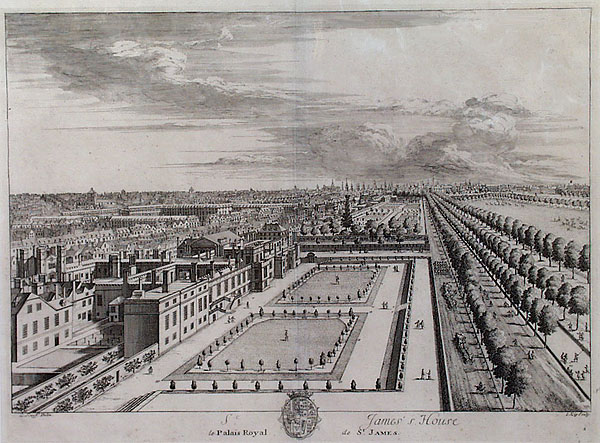
O Palácio ao lado do Pall Mall, numa gravura de Jan Kip, datada de 1715.

Os primeiros três reis de nome Jorge, pertencentes à Casa de Hanôver, usaram o palácio de S. Jaime como sua principal residência londrina, embora este estivesse longe de ser um grande palácio urbano de uma das mais importantes monarquias europeias; Daniel Defoe chamou-o de "baixo e médio" em 1725.
Em 1809, um incêndio destruiu parte do palácio, incluindo os aposentos privados do monarca, no canto Sudeste. Estes apartamentos não foram recuperados, deixando a Capela da Rainha isolada, passando, actualmente, a Marlborough Road entre os dois edifícios. Os Portões de Henrique VIII ficaram como o único fragmento sobrevivente do original estilo Tudor.
Jorge III havia comprado a Buckingham House - a predecessora do Palácio de Buckingham para a sua esposa, em 1762, e o Palácio de S. Jaime continuou a decair de importância durante a primeira metade do século XIX. Começou a ser usado, de uma forma crescente, apenas para ocasiões formais tais como recepções oficiais, casamentos Reais e baptizados. A Rainha Vitória formalizou a mudança em 1837, terminando o estatuto do Palácio de S. Jaime como a residência oficial do monarca. Algumas estruturas e interiores foram conservados por Sir Christopher Wren e William Kent, mas a maior parte foi remodelada no século XIX. William Morris e a sua firma foram encarregados de redecorar a Armaria e a Sala da Tapeçaria, em 1866 e 1867.

### Período atual

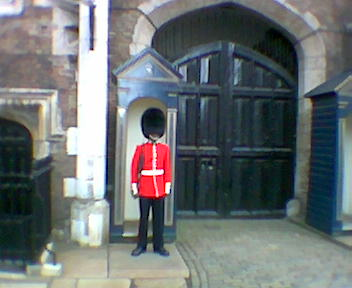
Sentinela dos Granadeiros a postos na entrada principal do palácio, no Pall Mall.

Ainda é um palácio em funcionamento e a Corte Real ainda continua, formalmente, sediada ali – os embaixadores estrangeiros ainda são acreditados à Corte de São Jaime.
Também é a residência da Princesa Ana e da Princesa Alexandra de Kent. O palácio faz parte de um irregular complexo de edifícios que acolhem gabinetes da Corte e apartamentos dos oficiais. O complexo inclui a York House, a antiga residência do Príncipe de Gales e dos seus filhos, os Príncipes Guilherme e Henrique; a Lancaster House, a qual é usada pelo Governo de Sua Majestade para recepções oficiais; assim como a vizinha Clarence House, a residência da falecida Rainha Mãe e, actualmente, a residência do Príncipe de Gales.
A Capela da Rainha, construída por Inigo Jones, está ligada ao Palácio de São Jaime. Enquanto qua a capela está aberta ao público em períodos seleccionados, o palácio não está acessível a esse mesmo público.
Ele é um dos quatro edifícios de Londres onde podem ser vistos os guardas da Divisão Doméstica (Household Division). Os outros três são o Palácio de Buckingham, a Clarence House e o Edifício da Guarda a Cavalo.